# Dildar

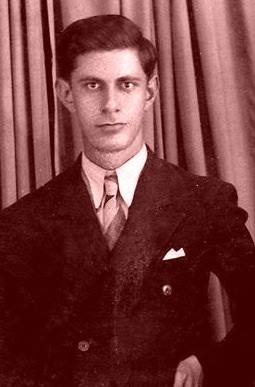
Dildar, 1944

Dildar, mit bürgerlichem Namen Yûnis Re'ûf, (* 20. Februar 1918 in Koye; † 12. Oktober 1948 in Erbil) war ein kurdischer Dichter. Er schrieb Ey Reqîb, die Hymne der Autonomen Region Kurdistan.

## Leben und Werk
Er wurde im damaligen Sandschak des Osmanischen Reiches geboren. Er beendete seine Schulausbildung in Kirkuk und studierte anschließend Rechtswissenschaften in Bagdad. Dort trat er der ersten rechtlich anerkannten kurdischen Organisation Hiwā (dt. Hoffnung) bei, welche sich die Einheit und Freiheit des kurdischen Volkes zum Ziel gesetzt hatte. Neben seinem Studium und seinen politischen Aktivitäten verfasste er auch kurdischsprachige Gedichte. Sie wurden zum größten Teil in den damals bekannten kurdischsprachigen Zeitschriften Rûnakî und Gelawêj veröffentlicht. Als sein bekanntestes Werk gilt das Gedicht Ey Reqîb, welches er 1938, während seiner politischen Haft in Persien, schrieb. Er schloss sein Studium 1945 ab und arbeitete einige Zeit als Anwalt.
Als die Republik Mahabad 1946 ausgerufen wurde, schloss er sich dieser an und begab sich dorthin. Sein Gedicht Ey Reqîb wurde vertont und zur Nationalhymne der Republik Mahabad erhoben. Sie ist heute die Hymne der Autonomen Region Kurdistan und wird von der Mehrheit der Kurden als deren Nationalhymne betrachtet.
Er starb im Alter von nur 30 Jahren an einem Herzinfarkt.